# Vocal semioberta anterior arrodonida
La vocal semioberta anterior arrodonida és un fonema que es representa [œ] en l'AFI. Apareix en determinades llengües de l'est i del nord d'Europa, majoritàriament, com en l'alemany "hören" (sentir). Al català aquest so és present al dialecte capcinès.

## Característiques
- Es pronuncia posant la boca en forma d'[ɔ] però pronunciant una [ɛ].
- És semioberta perquè la llengua es troba a mig camí entre una vocal oberta i una vocal mitjana.
- És arrodonida perquè els llavis s'acosten i es tanquen en forma de cercle per pronunciar-la.
- És anterior perquè la llengua es desplaça cap endavant en articular-la.

## En altres llengües
- Alemany: Hölle [ˈhœlə] "infern"
- Danès: høne [hœːnə] "gallina"
- Francès: fleur [flœʀ] "flor"
- Suec: nött [nœtː] "usat"
- Turc: gör [gœɾ] "ves"
- Xinès (cantonès) : 香港 / Heung¹gong² [hœ:ŋkɔ:ŋ] "Hong Kong"